# Jeremaiya Tuilevu Tamanisau
Pas d'image ? Cliquez ici

a Compétitions nationales et continentales officielles uniquement.

b Matchs officiels uniquement.
Dernière mise à jour le 18 novembre 2015.
Jeremaiya Tuilevu Tamanisau, né le 11 septembre 1982 à Sigatoka (Fidji), est un joueur fidjien de rugby à XV. Évolue au poste d'ailier, et mesurant 1,86 m, il compte une sélection avec les Fidji.

## Biographie
Il est le petit frère de l'international fidjien Aisea Tuilevu.

### En équipe nationale
Jeremaiya Tuilevu Tamanisau compte une sélection avec les Fidji, obtenue le 5 juillet 2008 contre les Tonga. Il ne compte aucun point marqué.
il compte également deux sélections non officielles avec les Fidji en 2006, où il inscrit un essai (5 points).

## Palmarès

### En club
- Champion de France de Pro D2 : 2008

### En province
- Vainqueur de la Colonial Cup : 2006, 2007 avec les Coastal Stallions